# Olasz női labdarúgó-válogatott
Az olasz női labdarúgó-válogatott képviseli Olaszországot a nemzetközi női labdarúgó eseményeken. A csapatot az Olasz labdarúgó-szövetség (FIGC) szervezi és irányítja.

## Világbajnoki szereplés
- 1970 – Ezüstérmes  (nem hivatalos verseny)
- 1971 – Elődöntő (nem hivatalos verseny)
- 1981 – Aranyérmes  (nem hivatalos verseny)
- 1984 – Aranyérmes  (nem hivatalos verseny)
- 1985 – Ezüstérmes  (nem hivatalos verseny)
- 1986 – Aranyérmes  (nem hivatalos verseny)
- 1988 – Ezüstérmes  (nem hivatalos verseny)
- 1991 – Negyeddöntő
- 1995 – nem jutott ki
- 1999 – Csoportkör
- 2003 – nem jutott ki
- 2007 – nem jutott ki

## Európa-bajnoki szereplés
- 1969 – Aranyérmes  (nem hivatalos verseny)
- 1979 – Ezüstérmes  (nem hivatalos verseny)
- 1984 – Elődöntő
- 1987 – Bronzérmes
- 1989 – 4. hely
- 1991 – 4. hely
- 1993 – Ezüstérmes
- 1995 – Negyeddöntő
- 1997 – Ezüstérmes
- 2001 – Negyeddöntő
- 2005 – Negyeddöntő
- 2009 – Negyeddöntő

## Edzők
- 1968–1970: Cavicchi
- 1970–1971: Trabucco
- 1971:      Cavicchi
- 1972:      Amadei
- 1972:      Oliveri (1 meccsre)
- 1972–1978: Amadei
- 1979–1980: Galli
- 1980–1981: Sergio Guenza
- 1981–1983: Todeschini
- 1983–1984: Cuneo
- 1984–1989: Ettore Recagni
- 1989–1993: Sergio Guenza
- 1993–1994: Comunardo Nicolai
- 1994–1997: Sergio Guenza
- 1998:      Sergio Vatta
- 1999:      Carlo Facchin
- 1999–2000: Ettore Recagni
- 2000–2005: Carolina Morace
- 2005–     Pietro Ghedin